# Slag bij Ain Jalut
De Slag bij Ain Jalut (of Ayn Jalut, in het Arabisch: عين جالوت, het "oog van Goliath" of de "Goliathsbron") vond plaats op 3 september 1260 tussen de Mammelukken onder aanvoering van Baibars en de Mongolen in Palestina, op de Vlakte van Jizreël in Galilea, juist ten noorden van Samaria, nabij Jenin.
Deze slag wordt door vele historici van groot historisch belang geacht, omdat hij plaatsvond op het hoogtepunt van de Mongoolse veroveringen en het de eerste keer was dat de Mongolen werkelijk verslagen werden. Na vorige nederlagen waren de Mongolen altijd teruggekeerd om het verlies te wreken, maar na de Slag van Ain Jalut waren ze daar niet meer toe in staat of bereid. De Mongoolse leider van het Il-kanaat, Hulagu Khan, kon Egypte niet inlijven, en het kanaat dat hij in Perzië had gevestigd was in latere expedities alleen maar in staat zich te verdedigen tegen de Mammelukken, die in 1300 in een paar maanden tijd Syrië en delen van Palestina heroverden.

## Aanloop
Toen Möngke Khan in 1251 grootkan werd, begon hij onmiddellijk met het uitvoeren van het plan van zijn grootvader Dzjengis Khan om de wereld te veroveren. Hij gaf zijn broer, een andere kleinzoon van Dzjengis Khan: Hulagu Khan, de taak om de westelijke naties te onderwerpen.
Het duurde vijf jaar om het leger samen te stellen, en pas in 1256 was Hulagu klaar om de invasie te beginnen. Terwijl hij in zijn basis in Perzië bleef, gaf Hulagu bevel om naar het zuiden te gaan. Möngke Khan had bevolen om degenen die zich zonder verzet overgaven goed te behandelen, en zij die dit niet deden te vermoorden. Op die manier had Hulagu met zijn leger sommige van de machtigste naties en oude dynastieën van die tijd onderworpen. Andere landen sloten zich aan bij het Mongoolse rijk, onderwierpen zich aan de Mongoolse autoriteit en leverden troepen aan het Mongoolse leger. Toen de Mongolen Bagdad bereikten, hadden Cilicische Armeniërs en zelfs Frankische troepen van het Vorstendom Antiochië zich bij het leger aangesloten. De Assassijnen in Perzië werden vernietigd, waarna ook de 500 jaar oude Abbasidische hoofdstad Bagdad aan de beurt kwam (zie Beleg van Bagdad (1258)). Op dezelfde manier werd de Ajjoebidische dynastie in Damascus onderworpen. Hulagu's plan was om daarna door Palestina zuidwaarts naar Egypte te trekken om de laatste grote islamitische macht uit te dagen, het sultanaat van de Mammelukken.

## De Mongoolse gezanten reizen naar Egypte

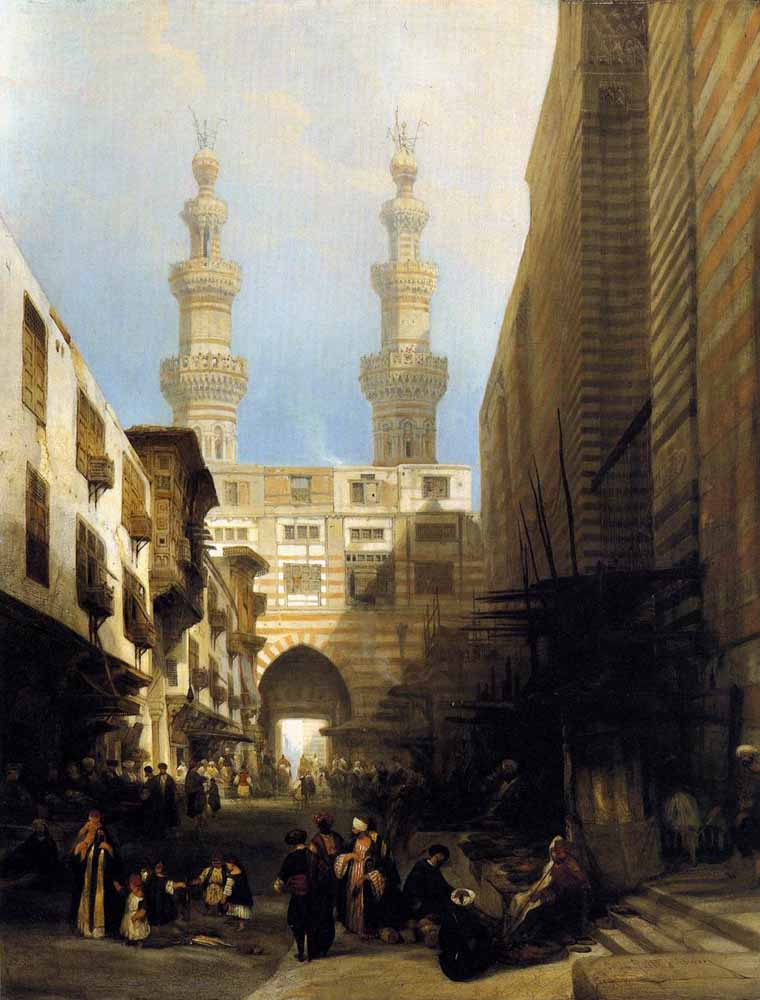
A View in Cairo door David Roberts, Bab Zuweyla in 1840. Op deze poort werd het hoofd van de gezant tentoongesteld, the Royal Collection, Windsor Castle.

In 1260 zond Hulagu gezanten naar Qutuz in Caïro, om zijn overgave te eisen:

Van de Koning der Koningen van het Oosten en het Westen, De Grootkan. Aan Qutuz de Mammeluk, die vlucht om aan onze zwaarden ontsnappen. Jij zou moeten denken aan wat andere landen is overkomen en je aan ons overgeven. Jij hebt gehoord hoe wij een enorm rijk hebben veroverd en de aarde hebben gezuiverd van de wanorde die haar tartte. Wij hebben enorme gebieden veroverd en er alle mensen afgeslacht. Je kunt niet ontsnappen aan de terreur van onze legers. Waarheen kan je vluchten? Welke weg zul je gebruiken om aan ons te ontsnappen? Onze paarden zijn snel, onze pijlen scherp, onze zwaarden als bliksemschichten, onze harten zijn hard als bergen, onze soldaten zijn talrijk als het zand. Noch een vesting, noch een leger zal ons tegenhouden. Jouw gebeden aan God zullen geen effect hebben op ons. Wij worden niet beïnvloed door tranen of geraakt door klaagzangen. Enkel zij die om onze bescherming smeken zullen veilig zijn. Haast u met uw antwoord voor de vuren van de oorlog worden ontstoken. Bied weerstand en je zult lijden onder de grootste rampen. Wij zullen je moskeeën vernielen en de zwakheid van je God laten zien en we zullen je kinderen en je oude mensen doden. Momenteel ben jij de enige vijand tegen wie wij moeten optrekken.

Qutuz antwoordde door de gezanten te vermoorden en zette hun hoofden op Bab Zuweyla, een poort van Caïro.

## De Campagne

troepenbewegingen voorafgaand aan de Slag bij Ain Jalut

De machtsverhoudingen veranderden echter toen de grootkan Möngke Khan overleed, wat Hulagu en andere prominente Mongolen verplichtte om terug naar huis te keren om te beslissen wie zijn opvolger zou worden. Als potentiële grootkan nam Hulagu het grootste deel van zijn leger met zich mee en liet een veel kleiner leger, amper één of twee tumens (10.000 tot 20.000 man), achter onder het bevel van zijn beste generaal, Kitbuqa Noyan, een nestoriaanse Turk .
Tegen het einde van augustus trokken Kitbuqa's troepen vanuit hun basis in Baalbek naar het zuiden, en gingen ten oosten langs het Meer van Tiberias naar Palestina.
De sultan van de Mammelukken Qutuz sloot een verbond met een bevriende Mammeluk, Baibars, die de islam wilde verdedigen nadat de Mongolen Damascus en het grootste deel van Syrië veroverd hadden.
De Mongolen van hun kant aanvaardden een Frankisch-Mongoolse alliantie met de overblijfselen van het Koninkrijk Jeruzalem, nu bestuurd vanuit Akko, maar paus Alexander IV verbood dit, en Julian van Sidon veroorzaakte hierdoor een vechtpartij waarbij een van Kitbuqa's kleinzoons overleed. Woedend ontsloeg Kitbuqa Sidon. De baronnen van Akko, die de Mammelukken nog altijd als een bedreiging beschouwden, zagen de Mongolen nu als een nog grotere dreiging, en dus namen ze een veiligere neutrale positie tussen de twee legers in. Met een ongewoon besluit gaven ze de Egyptische Mammelukken toestemming om door hun landen naar het noorden te marcheren, en zij bevoorraadden hun kamp vlak bij Akko. Vanuit Akko trok Qutuz aan het begin van de lente zuidwaarts naar Ain Jalut in de Vlakte van Jizreël.

## De slag
Het grootste deel van het Mammelukse leger was speciaal getraind om Mongoolse tactieken aan te kunnen. Velen van hen waren Turken of Circassiërs uit het noorden van de Kaukasus, gekocht van Constantinopel door de sultan van Egypte en getraind in het hoofdkwartier van de Mammelukken op een eiland in de Nijl. Het waren niet alleen goede ruiters, ze waren ook bekend met oorlogsvoering op de steppe en met de tactieken en de wapens van de Mongolen.
De oprukkende troepen stonden op 3 september tegenover elkaar in Ain Jalut. Beide partijen waren met ongeveer 20.000 man. De Mammelukken versloegen de Mongoolse cavalerie met een geveinsde terugtrekking, waarna de vijand uit opstelling kwam en zo veel kwetsbaarder was, maar ze werden bijna onder de voet gelopen door de wilde Mongoolse aanval. Qutuz verzamelde zijn troepen voor een succesvolle tegenaanval, tegelijk met de terugtrekkende cavalerie die zich verscholen had in de valleien die vlak bij het slagveld lagen. De Mongolen waren gedwongen zich terug te trekken, en Kitbuqa werd gevangengenomen en geëxecuteerd. De zware cavalerie van de Mammelukken was duidelijk in staat de Mongolen te verslaan in man-tegen-mangevechten, iets wat niemand ooit eerder had gedaan.
De Slag bij Ain Jalut is ook het vermelden waard omdat het een van de eerste bekende gevechten is waarin handkannonen (ontwikkeld in Arabië) werden gebruikt. De Egyptische Mammelukken gebruikten deze kanonnen om de Mongoolse paarden en cavalerie schrik aan te jagen en wanorde in hun linies te veroorzaken. De samenstelling van het explosieve buskruit van deze kanonnen werd later, in het begin van de 14de eeuw, beschreven in Arabische handboeken over chemie en oorlogsvoering.

## Gevolgen
Na de overwinning bij Ain Jalut werd Qutuz op de terugweg naar Caïro vermoord door verscheidene emirs onder leiding van Baibars. Baibars werd de nieuwe sultan. Zijn opvolgers gingen tot 1291 door met het veroveren van de overgebleven kruisvaarderstaten. De Mongolen werden minder dan een jaar later opnieuw verslagen in de Eerste Slag bij Homs en werden aldus voorgoed uit Syrië verdreven.
Interne conflicten weerhielden Hulagu Khan ervan zijn volle macht tegen de Mammelukken te keren om de nederlaag bij Ain Jalut te wreken. Berke Khan, de kan van de Gouden Horde in Rusland, werd bekeerd tot de islam, en keek verschrikt toe toen zijn neef de kalief van de Abbasiden, het geestelijke hoofd van de islam, doodde en daarmee een einde maakte aan dit kalifaat. De moslimgeschiedkundige Rashid-al-Din Hamadani beschreef hoe Berke de volgende boodschap naar Möngke Khan stuurde waarin hij protesteerde tegen de aanval op Bagdad (hij wist niet dat Möngke in China overleden was): "Hij heeft al de steden van de moslims verwoest, en heeft voor de dood van de kalief gezorgd. Met de hulp van God zal ik hem ter verantwoording roepen voor al het onschuldige bloed dat hij heeft doen vloeien." De Mammelukken kwamen dankzij spionnen te weten dat hij een moslim was en dat hij het niet eens was met zijn neef. Zij aarzelden niettemin om de banden met hem en zijn kanaat aan te halen.
Nadat de Mongoolse troonopvolging eindelijk was geregeld, met Kunlai als de laatste grootkan, keerde Hulagu terug naar zijn landen in het Midden-Oosten in 1262 en groepeerde zijn legers om de Mammelukken aan te vallen en Ain Jalut te wreken. Berke Khan zette echter een reeks aanvallen in die Hulagu naar het noorden, weg van de Levant, lokten om hem te ontmoeten. Hulagu leed verscheidene nederlagen bij een mislukte invasie ten noorden van de Kaukasus in 1263. Dit was de eerste open oorlog bij de Mongolen onderling, en luidde het einde in van het verenigde rijk.
Hulagu was daarna alleen maar in staat een klein leger van twee tumens te sturen. Dit was na Ain Jalut zijn enige poging de Mammelukken aan te vallen. Hulagu Khan stierf in 1265 en werd opgevolgd door zijn zoon Abaqa.